# Kübra
Kübra è una serie televisiva turca del 2024 distribuita su Netflix, ed è la trasposizione dell'omonimo romanzo di Afşin Kum.

## Trama
Gökhan è un giovane normale che vive a Istanbul. Con il sogno di sposare l'amore della sua vita, Merve, si conclude con il messaggio "Sei diverso!" da un account chiamato "Kübra" su un'applicazione di messaggistica religiosa chiamata SoulTouch. Gökhan, che all'inizio non si preoccupa del messaggio, scopre che Kübra è Dio stesso. Kübra dà a Gökhan informazioni che lo avvertono di eventi sconosciuti a chiunque. Gökhan intraprende un viaggio difficile quando accetta questa verità. In questo difficile viaggio con i suoi sostenitori, incontra vari nemici.

## Episodi
| Stagione         | Episodi | Prima TV originale | Prima TV Italia |
| ---------------- | ------- | ------------------ | --------------- |
| Prima stagione   | 8       | 2024               | 2024            |
| Seconda stagione | 8       | 2024               | 2024            |

## Produzione
La serie è stata lanciata su Netflix nel gennaio 2024 e ha due stagioni.

## Accoglienza
Una recensione della prima stagione ha elogiato il modo in cui la serie ha affrontato i temi della fede e della tecnologia. Varie recensioni hanno trovato la serie emozionante e ne hanno elogiato la recitazione. Una recensione della stagione 2, tuttavia, ha affermato: "Senza il potenziale misticismo che ha sostenuto la stagione 1 – la rivelazione non è arrivata fino a molto vicino alla fine – è innegabile che la stagione 2 di Kubra ha perso una qualità essenziale. Ma mantiene una linea tematica provocatoria, e gli interpreti raccolgono la sfida di vendere il dilemma in cui si trova Gokhan". Movies.net è stato molto più critico e ha trovato la stagione 2 "peggiore" della prima.